# 조선무정부주의자연맹
조선무정부주의자연맹 또는 재중국조선무정부주의자연맹은 1920년대 중국 북경에서 조직되었던 조선인 아나키즘 운동단체이자 독립운동단체이다. 정화암, 이회영, 이을규, 이정규, 백정기, 유자명 등이 중국 북경에서의 조선 독립운동을 체계화시킬 목적으로 설립하였다. 연맹이 조직되고 활동하자 일본관헌은 이들을 체포하려 총력을 기울였다. 그러나 이들은 굳건한 자세로 연맹을 구심점으로 운영해 나갔다.
독립운동을 이론적으로 체계화시키기 위해 기관지 『정의공보(正義公報)』를 창간하고 보급하기도 했다. 여기서 프롤레타리아독재를 표방하는 공산주의의 볼셰비키공산혁명 이론을 비판하기도 했다. 『정의공보』는 9호까지 발행되었으나 자금난으로 휴간되었다. 그 뒤 1928년 5월 『탈환(奪還)』으로 제호를 바꾸어 속간하였으나, 역시 자금난으로 휴간된 뒤 더 이상 속간되지 못하고 말았다.
1932년 훙커우공원의거(虹口公園義擧)를 계획하였으나, 윤봉길(尹奉吉)이 먼저 거사를 일으키는 바람에 뜻을 이루지 못했으며, 1933년 육삼정의거(六三亭義擧)를 계획하였으나 이 또한 3월 백정기·이강훈(李康勳) 등이 잡힘으로써 좌절상태에 빠지고 말았다. 그 뒤 연맹이 충칭(重慶)으로 이동한 뒤로는 유림이 중심적으로 이끌어 갔다.